# Schlippenbach (Adelsgeschlecht)

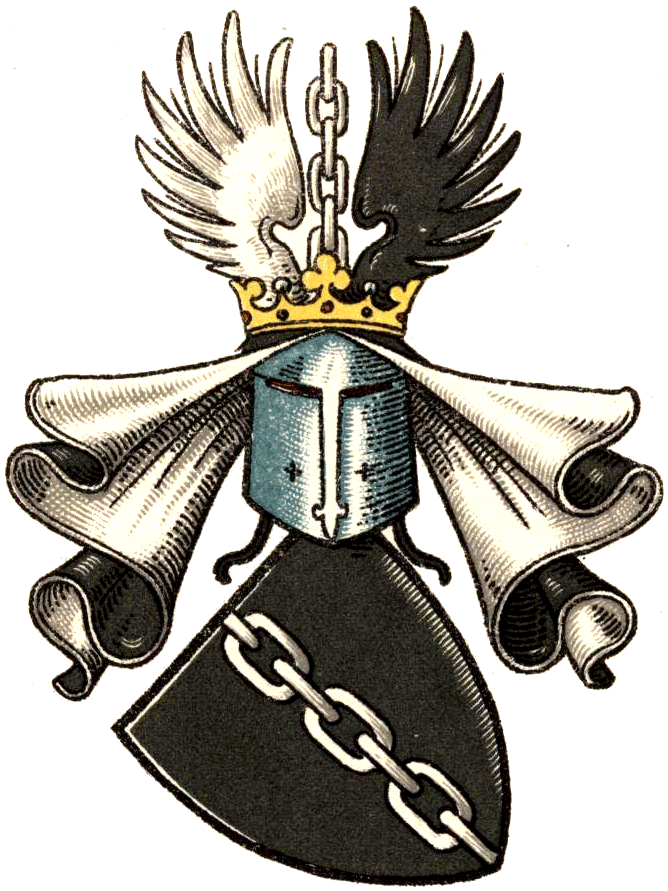
Stammwappen derer von Schlippenbach

Schlippenbach ist der Name eines alten westfälischen Adelsgeschlechts, das sich später auch in Preußen, Schweden, Pommern und im Baltikum ausbreitete. Die Familie, deren Zweige zum Teil bis heute bestehen, gehört ursprünglich zum Uradel des Herzogtums Berg und der Grafschaft Mark.

## Geschichte

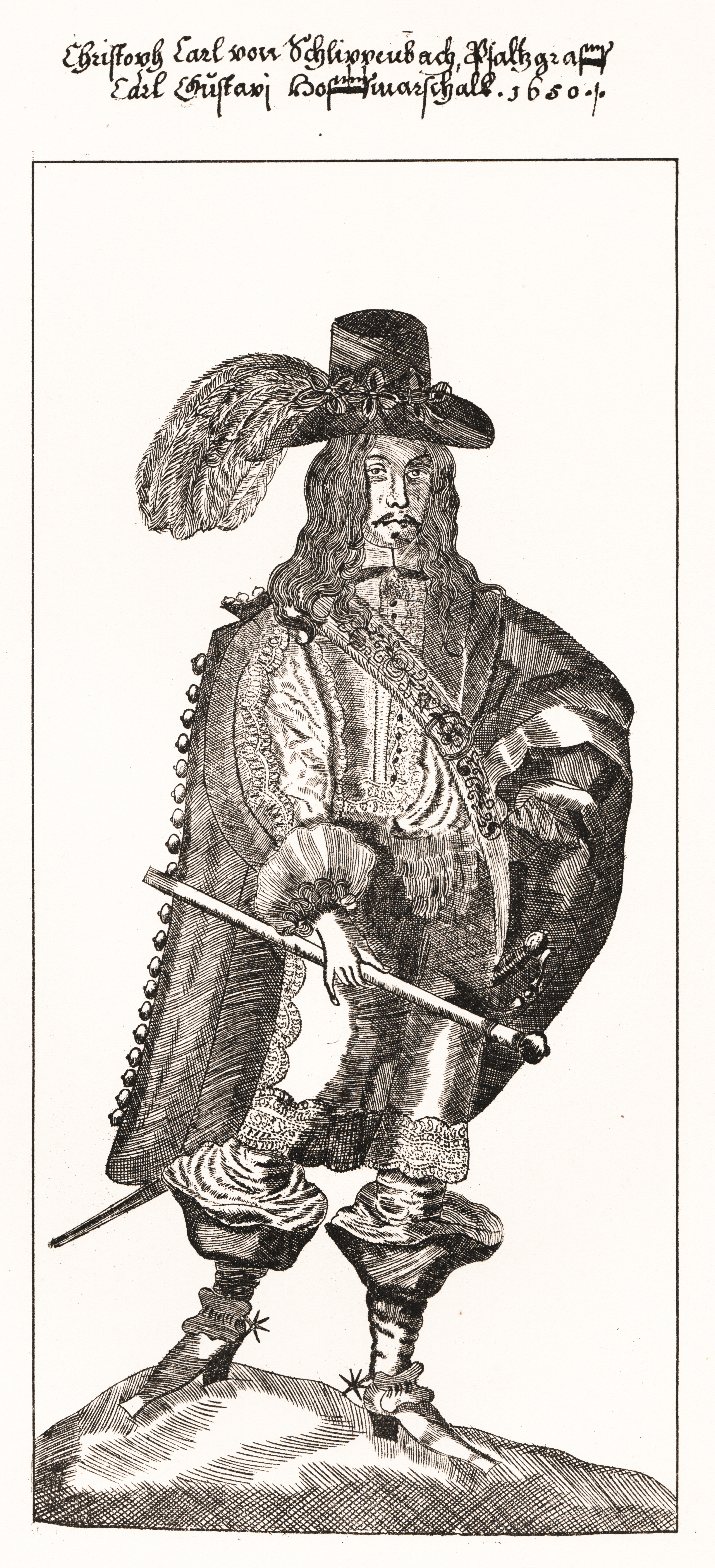
Christoph Karl von Schlippenbach (1624–1660)

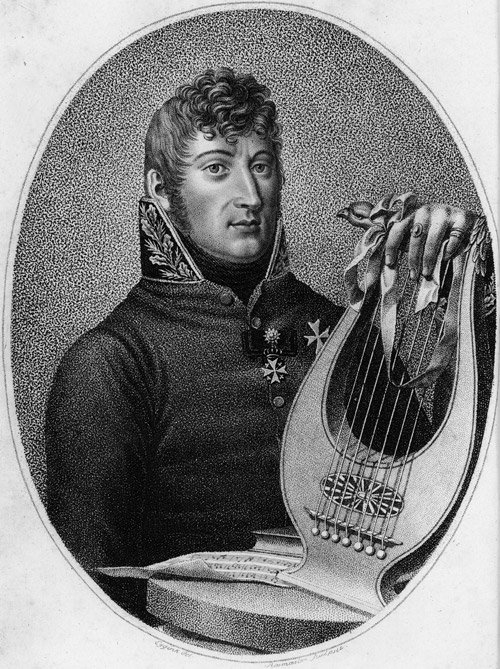
Ulrich von Schlippenbach (1774–1826)

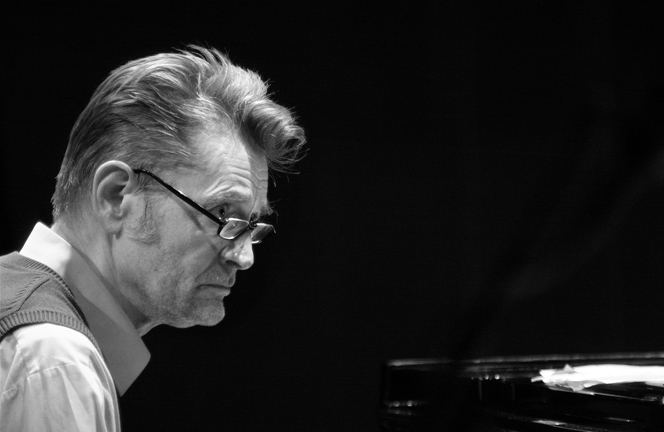
Alexander von Schlippenbach (* 1938)

### Herkunft
Erstmals urkundlich erwähnt wird das Geschlecht unter den westfälischen Ritterbürtigen mit den Brüdern Hannes, Rotger und Herman Slippenbeke in einer am 31. August 1386 datierten Urkunde. Sie werden dort als Helfer von Heydenreich van Plettenbracht in dessen Fehde gegen die Stadt Köln genannt. Herman und Rotger erscheinen später, 1388/90 in einem Dortmunder Fehdebuch, als Helfer der Grafen von der Mark und der Erzbischöfe von Köln.
Die gesicherte Stammreihe des Geschlechts beginnt mit Johann Schlippenbach auf Bornhusen (Livland), der zwischen 1518 und 1542 urkundlich erscheint. Das namensgebende Stammhaus ist wahrscheinlich Schlittenbach, heute ein Bezirk im Osten der Stadt Lüdenscheid.

### Ausbreitung und Persönlichkeiten
1410 erscheint Johann Luttekenbole genannt Slyppenbeck als Richter zu Menden. 1413 siegelt er mit dem Schlippenbachschen Wappenschild und wird 1420 als Bürger von Menden erwähnt. Auch in der Stadt Iserlohn, damals zur Grafschaft Mark gehörig, waren Angehörige der Familie amtlich tätig. Der Deutschordensgeistliche Heinrich Schlippenbach übertrug am 23. August 1464 sein Erbteil am Hof Haitzenrode im Herzogtum Berg seinem gleichnamigen Neffen vor Schultheiß und Geschworenen. 1479 erwarb Heinrich von Slypenbecke, auf Lebtage seiner Tochter Lijsabeth, die städtisch kölnische Lizenz für acht Gulden und 80 Groschen.
In Livland erscheint die Familie erstmals mit Heinrich Slyppenbecke im Jahre 1428 urkundlich, der als Zeuge zusammen mit einem Vasallen des Deutschen Ordens auftritt sowie 1438 als Schreiber des Vogtes von Karkus.
Der älteste Lehnsbesitz der Familie in Livland ist das im Bereich des späteren Bornhusen gelegene Dorf Heres, auch Herres, bei Karkus. Es gehörte als ungeteilter Besitz dem Vater der Brüder Johann II. und Markus. Johann siegelte 1518 als Zeuge und erhielt 1519 vom Deutschordensmeister Plettenberg weitere Güter im Bornhusener Land zu Lehn. Er führte ab 1542 als Testamentszeuge den Beinamen van Bardenhusen. Sein Sohn Johann III. starb ohne Erben. Der Besitz von Bornhusen ging an seinen Neffen Friedrich III. während dessen Bruder Johann V. 1582 Heris erhielt. Beide Besitzungen konnten erst 1630 wieder vereinigt werden. Die Urenkel von Friedrich III., der 1577 im Kampf gegen die Russen fiel, teilten 1678 das Gut und begründeten die Linien zu Alt-Bornhusen und Neu-Bornhusen. Neu-Bornhusen wurde 1725 verkauft. 1748 erlosch der livländische Mannesstamm und Alt-Bornhusen ging an den aus Kurland kommenden Otto Johann von Schlippenbach, Schwiegersohn des letzten Inhabers des Gutes. Otto Johann wurde 1768 in den Reichsfreiherrenstand erhoben.
Bereits 1564 erscheint Friedrich I., Bruder von Johann III., in Kurland. Er war schon im gleichen Jahr im Besitz des Stammgutes Sahlingen im Kirchspiel Goldingen, das noch 1552 Hermann von Dönhoff besaß. Als Pfand erhielt er außerdem Behnen im Kirchspiel Autz, ab 1572 war er Grenzkommissar. Sein Sohn Friedrich III. erbte später Bornhusen und dessen Bruder Johann V. ist der eigentliche Stammvater der kurländisch-sahlinger Linie. Aus dieser Linie kam unter anderem Friedrich Christoph Carl von Schlippenbach (1624–1660), der gleichzeitig Kammerherr der schwedischen Königin Christina und Hofmarschall des Pfalzgrafen Karl Gustav war. Er war auch an den Verhandlungen beteiligt, die Karl Gustav 1654 die schwedische Königskrone einbrachten. Zum Dank erhielt er von ihm im gleichen Jahr den schwedischen Grafenstand. Sein Sohn Karl Friedrich Graf von Schlippenbach (* 1658) diente zunächst im schwedischen Heer, trat aber 1686 in preußische Militärdienste. 1714 wurde er Gouverneur von Kolberg und der hinterpommerschen Festungen sowie Amtshauptmann zu Egeln. Er starb 1723 als königlich preußischer General der Kavallerie (seit 1715).
Mitte des 19. Jahrhunderts blühte das gräfliche Haus in zwei Linien, einer märkischen und einer schlesischen. Aus der schlesischen Linie kam unter anderem Theodor Graf von Schlippenbach (1788–1847), Herr der Herrschaft Hennersdorf bei Neisse in Schlesien. Aus seiner Ehe mit Auguste von Gaza kam Sohn August Graf von Schlippenbach (* 1821) und dessen Schwestern die Gräfinnen Melanie (* 1827) und Elisabeth (* 1830).
Aus der märkischen Linie kam Karl Graf von Schlippenbach (1795–1836), preußischer Hauptmann, der 1832 Luise Freiin von der Reck heiratete. Er hatte sechs Schwestern und fünf Brüder. Von seinen Schwestern heiratete Gräfin Emilie 1830 den Doktor der Theologie Richard Jelf, Domherr zu Oxford und Vorstand des Kings College und Gräfin Rosalie 1832 Johann von Ozeroff, kaiserlich russischer Kammerherr, Wirklicher Staatsrat, Gesandter und bevollmächtigter Minister zu Lissabon. Von den Brüdern war Wilhelm Graf von Schlippenbach (1797–1842) preußischer Major und persönlicher Adjutant des Prinzen Carl von Preußen, Ferdinand Graf von Schlippenbach (1799–1866), preußischer Generalleutnant und Ernst Graf von Schlippenbach (1804–1885), Herr der Herrschaft Heiligenkreuz in Kroatien, preußischer Generalmajor und Mitglied der kroatischen Magnatentafel.
Graf Albert von Schlippenbach (1800–1886), ebenfalls einer der fünf Brüder, war ein bedeutender Dichter und Schriftsteller. Er stiftete 1848 Schönermark, das sich seit 1686 in Familienbesitz befand, mit Arendsee, Christianenhof, Raakow, Wilhelmshof, Wittstock und Ferdinandshorst als Fideikommiss.
Wilhelms Sohn Karl (1830–1908) wurde preußischer General der Infanterie und Gouverneur von Mainz. Von den Söhnen des Grafen Ernst war Hans Graf von Schlippenbach (1846–1926) preußischer Generalmajor und Stephan Graf von Schlippenbach (1842–1910) k.u.k. Feldmarschallleutnant. Stephans gleichnamiger Sohn (* 1907) wurde Wirtschaftsredakteur bei den Tageszeitungen Die Welt und Rheinischer Merkur und war zuletzt im Bundesverband der Deutschen Industrie im Bereich Umweltschutz tätig. Dessen Sohn Alexander Graf von Schlippenbach (* 1938) ist Komponist und Pianist. 1966 gründete er das Globe Unity Orchestra und leitete seit 1988 das Berlin Contemporary Orchestra. 1994 erhielt er den erstmals vergebenen Deutschen Jazzpreis. Alexander von Schlippenbach hat aus erster Ehe mit Cornelia von Schlippenbach einen Sohn, Vincent von Schlippenbach, (* 1980), auch bekannt als DJ Illvibe. Er heiratete später die japanische Jazzmusikerin Aki Takase (* 1948).

### Standeserhebungen
Eine kaiserlich russische Anerkennung zur Führung des Baronstitels erfolgte durch Senatsukas vom 27. April 1857 bzw. 3. April 1862.
Aus der Linie Sahlingen erhielt der königlich schwedische Oberstmundschenk, Oberkammerherr und Oberst der Leibgarde Carl Christoph von Schlippenbach auf Skövde (Schweden), Liuksala (Finnland) und Klein-Sahlingen (Kurland) am 1. Juni 1654 den schwedischen Grafenstand. Die Introduktion bei der Grafenklasse der schwedischen Ritterschaft erfolgte 1654 unter der Nummer 20. Sein Sohn Carl Friedrich Graf von Schlippenbach (1658–1723), preußischer Generalleutnant, Kommandant von Kolberg und Pfandherr auf Wollin (Pommern), und dessen Nachkommenschaft trugen den Grafentitel im Königreich Preußen unbeanstandet.
Ebenfalls aus der Linie Sahlingen kamen Christopher III von Schlippenbach auf Allmahlen (Kurland), königlich spanisch-niederländischer Generalmajor, der am 28. Februar 1711 zu Barcelona den spanischen Conde-Titel in primogenitur erhielt und Otto Johann von Schlippenbach auf Jöggis (Estland), der am 25. Oktober 1768 zu Wien in den Reichsfreiherrenstand mit der Anrede Wohlgeboren erhoben wurde.

## Wappen

### Stammwappen
Das Stammwappen zeigt in Schwarz pfahlweise eine abgeledigte silberne Kette aus drei ganzen und zwei halben Gliedern. Auf dem Helm mit schwarz-silbernen Helmdecken die Kette zwischen einem offenen, rechts silbern, links schwarzen Flug.

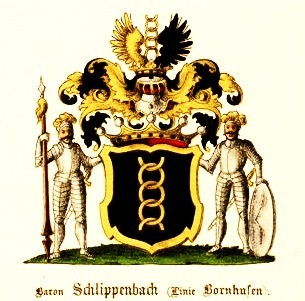
Freiherrliches Wappen

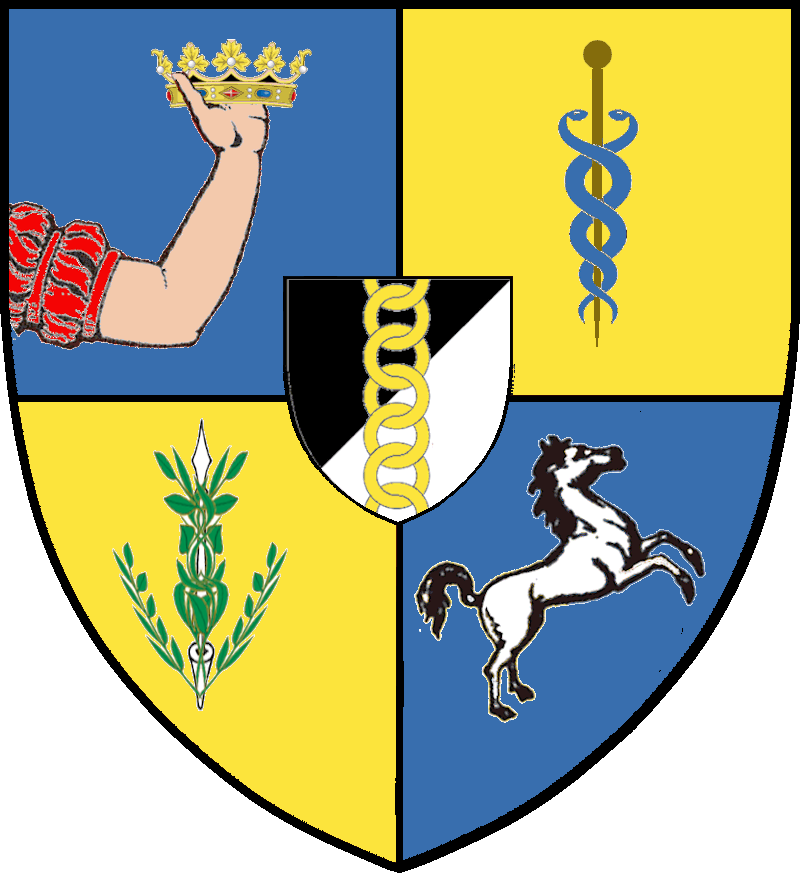
Schwedisches gräfliches Wappen

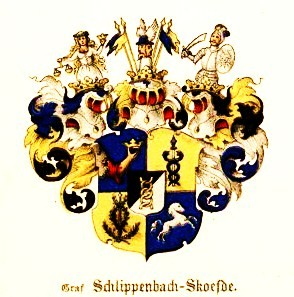
Schwedisches gräfliches Wappen von Baltisches Wappenbuch

### Freiherrliches Wappen
Das 1768 verliehene reichsfreiherrliche Wappen zeigt innerhalb eines goldenen Schildrandes in Schwarz pfahlweise eine abgeledigte silberne Kette aus drei ganzen und zwei halben Gliedern (Stammwappen). Auf dem Helm mit schwarz-silbernen Decken die Kette zwischen einem offenen, rechts silbern, links schwarzen Flug. Als Schildhalter zwei silbern Geharnischte mit goldenen Helmfedern, der rechte eine Lanze haltend, der linke einen Stechschild aufsetzend.

### Gräfliche Wappen

#### Schwedisches Grafenwappen
Das schwedische gräfliche Wappen, verliehen 1654, ist geviert und belegt mit einem von Schwarz und Silber schräglinks geteilten Herzschild, darin pfahlweise eine abgeledigte Kette aus drei ganzen und zwei halben Gliedern in verwechselten Farben (Stammwappen). 1 in Blau aus einer grauen Wolke am Schildesrand hervorgehend ein rotbekleideter Arm, in der bloßen Hand eine goldene Adelskrone haltend, 2 in Gold pfahlweise ein von zwei blauen Schlangen umwundener Merkurstab, 3 in Gold pfahlweise eine braune Lanze mit silberner Spitze, um die kranzförmig zwei grüne Lorbeerzweige gebunden sind, 4 in Blau ein springendes Ross. Das Wappen hat drei Helme. Auf dem rechten mit blau-goldenen Helmdecken eine grünbekränzte silberngekleidete Jungfrau, in der Rechten eine goldene Waage, in der Linken die Adelskrone haltend, auf dem mittleren Helm mit rot-silbernen Decken ein Januskopf mit blauem Hut, der mit zwei silbernen Flügeln besteckt ist, zwischen vier je zwei auswärtsgeneigten goldenen und blauen Flaggen an goldenen Stangen, auf dem linken Helm mit schwarz-goldenen Decken ein silbern Geharnischter mit offenem, mit drei (gold, silber, blau) Straußenfedern besteckten Helm, in der Rechten einen goldbegrifften Türkensäbel, in der Linken einen silbergerandeten Schild mit goldenem Medusenhaupt haltend. Als Schildhalter zwei einwärtssehende gekrönte goldene Löwen.

#### Spanisches Grafenwappen
Das spanische Grafenwappen, verliehen 1711 an Christopher III von Schlippenbach ist geviert und belegt mit einem Herzschild (Stammwappen). 1 und 4 ein Turm, 2 und 3 ein aus dem linken Schildrand hervorgehender geharnischter säbelschwingender Arm. Auf dem Schild eine gräfliche Blätterkrone. Als Schildhalter rechts ein Greif und links ein Löwe, beide widersehend, je ein Banner haltend, darauf ein gekrönter Helm besteckt mit einer hängenden Kette.

## Bekannte Familienangehörige
- Christoph Karl von Schlippenbach (1624–1660), schwedischer Hofbeamter, Politiker und Diplomat
- Georg Christopher von Schlippenbach (1645–1717), Oberburggraf von Mitau und Oberrat im Herzogtum Kurland und Semgallen
- Wolmar Anton von Schlippenbach (1653–1739), 1704/06 Generalgouverneur von Schwedisch-Estland
- Christopher III von Schlippenbach (1654–1713), niederländischer Generalmajor
- Carl Christoph von Schlippenbach (1676–1734), preußischer Geheimer Staatsrat, Johanniter-Komtur von Lagow
- Casimir Abraham von Schlippenbach (1680–1755), niederländischer Generalleutnant
- Carl Friedrich von Schlippenbach (1693–1723), preußischer General der Kavallerie
- Ulrich von Schlippenbach (1774–1826), deutsch-baltischer Dichter
- Ferdinand von Schlippenbach (1799–1866), preußischer Generalleutnant
- Albert von Schlippenbach (1800–1886), deutsch-baltischer Dichter
- Ernst von Schlippenbach (1804–1885), preußischer Generalmajor
- Karl von Schlippenbach (1830–1908), preußischer General der Infanterie
- Stephan von Schlippenbach (1842–1910), k.u.k. Feldmarschalleutnant[9]
- Hans von Schlippenbach (1846–1926), preußischer Generalleutnant
- Otto von Schlippenbach (1853–1908), preußischer Generalmajor
- Paul von Schlippenbach (1869–1933), deutscher Maler
- Brunhilde von Schlippenbach (1877–1963), deutsche Schriftstellerin, bekannt als Hanna von Pestalozza
- Egon von Schlippenbach (1914–1979), deutscher U-Boot-Kommandant im Zweiten Weltkrieg und Offizier der Bundesmarine
- Alexander von Schlippenbach (* 1938), deutscher Jazzpianist
- Vincent von Schlippenbach alias „DJ Illvibe“ (* 1980), deutscher Hip-Hop-DJ